# Berberis cavaleriei
Berberis cavaleriei là một loài thực vật có hoa trong họ Hoàng mộc. Loài này được H.Lév. mô tả khoa học đầu tiên năm 1911.